# Reserva Natural de Prandi
A Reserva Natural de Prandi é uma reserva natural localizada no condado de Järva, na Estónia.
A área da reserva natural é de 876 hectares.
A área protegida foi fundada em 1981 para proteger as nascentes de Prandi. Em 2006, a área protegida foi designada como reserva natural.